# 디지캐럿
디지캐럿(일본어: デ・ジ・キャラット 데 지 캬랏토[*], Di Gi Charat)은 고게돈보*가 만든 일본의 애니메이션이자 만화이다. 캐릭터 기획과 이름은 브로콜리가 맡았다. 한국명 제목 은하공주 디지캐럿 이다

## 등장인물
- 디지캐럿(데지코)

- 푸치캐럿(푸치코)

- 게마 : 윤현정(1대 디지캐럿 시리즈), 구민선(디지캐럿뇨)

데지코, 푸치코와 함께 따라온 노란 공처럼 생긴 친구로 하늘에 둥둥 떠있고 눈이 아래로 가있고 입이 위로 가있다. 말끝마다 '~게마'를 붙이며로 항상 데지코의 눈에서 빔을 당하는 희생자. 물에 닿으면 엄청나게 불어나서 커진다.
- 라비안 로즈(우사다 히카루)(한국명 : 안보나(라비앤로즈))

- 뾰콜라 아날로그 3세 : 하야시바라 메구미, 정현경(디지캐럿뇨(은하공주 디지캐럿))

## 디지캐럿 시리즈
- 미나카와 타쿠로(미나카와) : 미나미 오미
- 키무라 타쿠로(무라타쿠) : 오키아유 료타로

## 디지캐럿뇨
- 오모챠 야스시(장난형) : 노지마 켄지, 유동균
- 오모챠 키요시(장난제) : 미나미 오미, 정현경